# Motel Destino
Motel Destino er en film fra 2024 af Karim Aïnouz.

## Medvirkende
- Iago Xavier som Heraldo
- Nataly Rocha som Dayana
- Fábio Assunção som Elias